# Цыган (фильм, 1975)
«Цыган» (фр. Le Gitan) — кинофильм, криминальная драма режиссёра Жозе Джованни, выпущен во Франции в 1975 году.

## Сюжет
Хьюго Сеннарт, французский цыган, разыскивается полицией за кражу. Комиссар, расследующий это дело, также ищет похитившего драгоценности Яна Кука, чья жена умерла при довольно странных обстоятельствах сразу после кражи. Цыгану нужно свести пару счётов и сделать ещё одно небольшое дело, прежде чем уйти в тень. Случайно его путь пересекается с Яном, который скрывается в отеле своей бывшей любовницы Нини. Хьюго живёт по кодексу чести, что иногда заставляет его рисковать, потому что он ненавидит тех, кто относится к людям хуже, чем к собакам. Полиция уже близко. Существует ли честь у воров?

## В ролях
- Ален Делон — цыган Хьюго Сеннар
- Анни Жирардо — Нини
- Поль Мёрисс — Ян Кук
- Ренато Сальватори — Жо Боксер
- Морис Барье — Жак Эльман
- Марсель Боззюффи
- Бернар Жиродо — Инспектор  морей
- Морис Миро
- Николя Фогель
- Мишель Фортен
- Жак Риспаль
- Марио давид
- Марк Эйро
- Габриель Бриан
- Альбер Ольже

## Съёмочная группа
- Режиссёр: Жозе Джованни

## Технические данные
- Цветной, звуковой (моно)
- Премьера: 5 декабря 1975 года (Франция)